# Summer Cup 2011
Il Summer Cup 2011 è stato un torneo di tennis facente parte della categoria ITF Women's Circuit nell'ambito dell'ITF Women's Circuit 2011. Il torneo si è giocato a Mosca in Russia dal 16 al 22 maggio 2011 su campi in terra rossa e aveva un montepremi di $25,000.

## Vincitori

### Singolare
Julija Putinceva ha battuto in finale  Veronika Kapšaj con il punteggio di 6–2, 6–1

### Doppio
Nadejda Guskova /  Valerija Solov'ëva hanno battuto in finale  Justyna Jegiołka /  Veronika Kapšaj con il punteggio di 6–3, 7–6(2)